# Sorokino (rejon kiczmiengsko-gorodiecki)
Sorokino (ros. Сорокино) – wieś w Rosji, w rejonie kiczmiengsko-gorodieckim obwodu wołogodzkiego. W 2010 r. liczyła 23 mieszkańców.